# Wąskostóp
Wąskostóp (Euryporus) – rodzaj chrząszczy z rodziny kusakowatych i podrodziny kusaków.
Rodzaj ten został wprowadzony w 1839 roku przez Wilhelma Ferdinanda Erichsona.
Chrząszcze o wydłużonym, dość krępym ciele. Głowę mają dwukrotnie węższą od przedplecza, o skroniach od odgraniczonych ostrą listewką, wyposażoną w paciorkowate czułki o pierwszych członach tak długich jak dwa następne razem wzięte. Aparat gębowy cechują warga górna o przedniej krawędzi głęboko i wąsko wciętej oraz ostatni człon głaszczków wargowych większy od przedostatniego, trójkątnie rozszerzony. Przedtułów cechuje się błoniastymi epimerami trójkątnego kształtu i zwężonym ku przodowi przedpleczem o błyszczącej i wypukłej powierzchni, obrzeżonej krawędzi przedniej i łukowato zaokrąglonej krawędzi tylnej. Przednia para odnóży ma u obu płci nierozszerzone stopy. Stopy odnóży tylnych mają pierwszy człon tak długi jak trzy następne razem wzięte, a ostatni tak długi jak czwarty i trzeci razem wzięte.
Przedstawiciele rodzaju występują w krainach: palearktycznej, orientalnej i australijskiej. W Polsce występuje tylko wąskostóp gajowy (zobacz też: kusakowate Polski)
Do rodzaju należy 6 opisanych gatunków:
- Euryporus aeneiventris P. Lucas, 1846
- Euryporus argentatus Fauvel, 1881
- Euryporus multicavus Last, 1980
- Euryporus picipes (Paykull, 1800) – wąskostóp gajowy
- Euryporus princeps Wollaston, 1864
- Euryporus warisensis Last, 1987